# Anderemaeus chilensis
Anderemaeus chilensis är en kvalsterart som beskrevs av Hammer 1962. Anderemaeus chilensis ingår i släktet Anderemaeus och familjen Caleremaeidae. Inga underarter finns listade i Catalogue of Life.